# Спостережна рада
Спостере́жна ра́да або наглядо́ва ра́да — колегіальний орган, група осіб з числа інвесторів організації, які контролюють організацію. Права та обов'язки спостережної ради прописані в статуті організації.

## Функції і задачі
Спостережна Рада (наглядова рада) уповноважена вирішувати будь-які питання діяльності організації не віднесені до виняткової компетенції Загальних зборів, Президента, а саме:
- представляє на затвердження Загальним зборам річний звіт, бюджет і бухгалтерський баланс організації;
- рекомендує Загальним зборам входження організації в інші підприємства й організації як засновника;
- аналізує фінансовий стан організації;
- по поданню Президента організації затверджує розподіл фінансових і матеріальних засобів організації по напрямках її діяльності;
- розглядає скарги на адресу усього керівництва організації, включаючи топ-менеджмент;
- погоджує прийом та звільнення топ-менеджменту організації;
- визначає порядок денний та дату наступних чергових Загальних зборів організації;
- інші питання, відповідно до рішень Загальних зборів організації.